# Гіно ван Кессел
Гіно ван Кессел (нід. Gino van Kessel, нар. 9 березня 1993, Алкмар) — нідерландський футболіст, нападник клубу «Оксфорд Юнайтед» та національної збірної Кюрасао.

## Клубна кар'єра
Народився 9 березня 1993 року в місті Алкмар. Вихованець юнацької команди АЗ з рідного міста. У 2012 році Гіно ван Кессел уклав контракт зі столичним «Аяксом», де грав за резервну команду.
В грудні 2012 року Гіно ван Кессел був відданий в оренду в клуб «Алмере Сіті», який виступає у другому за рівнем дивізіоні Нідерландів. У клубі футболіст провів 10 матчів і забив 1 гол.
14 липня 2013 року, Гіно ван Кессел був відданий в шестимісячну оренду в «Тренчин». У Чемпіонаті Словаччини нападник дебютував у матчі проти «Спартака» із Трнави. 11 серпня 2013 року Гіно ван Кессел забив свій перший гол у матчі чемпіонату проти Словаччини проти клубу ДАК 1904, який закінчився з рахунком 6:0. 18 січня 2014 року оренда була продовжена до 1 липня 2014 року. Гіно ван Кессел зіграв за «Тренчин» цілий сезон і зіграв 24 матчі і забив 10 голів.
25 серпня 2014 року Гіно ван Кессел уклав дворічний контракт з французьким клубом «Арль-Авіньйон», який виступав у другому французькому дивізіоні. Його дебют відбувся 29 серпня 2014 у матчі проти «Німа Олімпік», який завершився з рахунком 2:2. 12 вересня 2014 року Гіно ван Кессел забив перший гол у матчі проти «Тура». Всього за «Арль-Авіньйон» зіграв 8 матчів і забив 2 роки.
1 січня 2015 року Гіно повернувся в  «Тренчин». 28 лютого 2015 року в матчі проти «Дукли» (Банська-Бистриця) зіграв перший матч за клуб після повернення. З клубом виграв чемпіонат Словаччини 2014/15. У сезоні 2015/16 Гіно ван Кессел став найкращим бомбардиром чемпіонату Словаччини з 17 голами і став дворазовим чемпіоном Словаччини у складі «Тренчина».
У липні 2016 року стало відомо, що Гіно ван Кессел уклав трирічний контракт з чеським клубом «Славія». Гіно став одним з найдорожчих гравців, яких коли-небудь купляла празька команда, що заплатила за гравця 1,2 млн.  €. 21 липня 2016 року він зіграв свою першу гру за «Славію», забивши гол і віддавши гольову передачу в матчі проти естонської «Левадії» в другому відбірковому раунді матчу Ліги Європи. Щоправда закріпитись у Чехії нападник не зумів, зігравши до кінця року лише 7 матчів в чемпіонаті, в яких забив 2 голи. Через це в останній день зимового трансферного вікна 2016/17 Ван Кессель на правах оренди до кінця сезону перейшов в польську «Лехію» (Гданськ). Проте і тут футболіст не став основним і з'явився тільки в трьох матчах Екстракласи, граючи в цілому 166 хвилин.

## Виступи за збірну
10 червня 2015 року дебютував в офіційних матчах у складі національної збірної Кюрасао в домашньому матчі проти Куби, який закінчився з рахунком 0-0, вийшовши на шістдесят дев'ятій хвилині на заміну замість Квентена Мартінуса.
У складі збірної був учасником розіграшу Золотого кубка КОНКАКАФ 2017 року у США.

## Досягнення
- Чемпіон Словаччини (2): 2014/15, 2015/16
- Володар Кубка Словаччини (2): 2014/15, 2015/16
- Найкращий бомбардир чемпіонату Словаччини: 2015/16
- Переможець Карибського кубка: 2017